# Renzo Stenico
Renzo Stenico (Bolzano, 16 agosto 1948) è un ex arbitro di hockey su ghiaccio ed ex hockeista su ghiaccio italiano.

## Carriera
Figlio dell'ex giocatore ed arbitro di hockey su ghiaccio Bruno Stenico, entrò nelle giovanili dell'Hockey Club Bolzano nel 1960, debuttando in prima squadra sei anni più tardi.
Dopo quattro stagioni al Bolzano in massima serie ed una al Latemar in seconda, Stenico si trasferì al Merano (1971-1973), poi ai Diavoli Milano (1973-1974), per poi chiudere la carriera di giocatore nuovamente nel Merano (1974-1975).
Ha vestito la maglia azzurra sia a livello giovanile che con la selezione olimpica.
Dal 1980 è divenuto arbitro, seguendo le orme paterne. Tre anni dopo divenne internazionale, venendo chiamato ad arbitrare, tra il 1985 ed il 1994, in due edizioni del mondiale Under-18, in quattro del mondiale Under-20, ed in altrettante edizioni del mondiale seniores (tre di gruppo B ed il mondiale élite del 1994 giocato in Italia).
Nel 1996 smise di arbitrare e venne eletto presidente del Gruppo Arbitri Hockey Ghiaccio della FISG, succedendo a Roman Gasser, venendo poi sempre confermato, l'ultima volta in occasione delle elezioni del 2018. Dal 2000 è Referee Supervisor della federazione internazionale, ed ha supervisionato le attività degli arbitri in svariate edizioni dei mondiali, sia giovanili che seniores, ed in occasione di competizioni internazionali per club quali la Continental Cup e l'EWCC.